# Dysschema hyalinipennis
Dysschema hyalinipennis är en fjärilsart som beskrevs av Erich Martin Hering 1928. Dysschema hyalinipennis ingår i släktet Dysschema och familjen björnspinnare. Inga underarter finns listade i Catalogue of Life.